# Cim del Bac de Creu
La Cim del Bac de Creu és una muntanya de 1.829,2 metres d'altitud del límit entre les comunes de Ralleu, de la comarca del Conflent, i de Matamala, de la del Capcir, totes dues a la Catalunya del Nord. És a la zona nord-oest del terme de Ralleu i a la nord-oriental del de Matamala.